# Lauterach (Vorarlberg)
Pour les articles homonymes, voir Lauterach.
Lauterach est une commune autrichienne du district de Brégence dans le Vorarlberg.